# Storflärken (Hammerdals socken, Jämtland)
Storflärken är en sjö i Strömsunds kommun i Jämtland och ingår i Indalsälvens huvudavrinningsområde. Sjön har en area på 0,0598 kvadratkilometer och ligger 353,9 meter över havet. Sjön avvattnas av vattendraget Tingsjöån.

## Delavrinningsområde
Storflärken ingår i det delavrinningsområde (704505-149677) som SMHI kallar för Utloppet av Recksjön. Medelhöjden är 396 meter över havet och ytan är 21,65 kvadratkilometer. Det finns inga avrinningsområden uppströms utan avrinningsområdet är högsta punkten. Tingsjöån som avvattnar avrinningsområdet har biflödesordning 5, vilket innebär att vattnet flödar genom totalt 5 vattendrag innan det når havet efter 227 kilometer. Avrinningsområdet består mestadels av skog (73 procent) och sankmarker (10 procent). Avrinningsområdet har 1,32 kvadratkilometer vattenytor vilket ger det en sjöprocent på 6,1 procent.